# Ambasciatori sassoni in Austria
L'ambasciatore sassone in Austria era il primo rappresentante diplomatico della Sassonia in Austria (già impero austriaco, già impero austro-ungarico).
Le relazioni diplomatiche iniziarono ufficialmente nel 1649 e terminarono venendo interrotte nel 1920.

## Elettorato di Sassonia
- 1649–1696: Jonas Schrimpf
- 1700–1706: August Christoph von Wackerbarth
- 1706–1708: Wolff Heinrich Vesnich
- 1708–1718: August Christoph von Wackerbarth

...
- 1722–1725: Johann Justus Terras
- 1725–1727: François Joseph Wicardel de Fleury
- 1728–1730: Joseph Anton Gabaleon von Wackerbarth-Salmour

...
- 1733–1740: Ludwig Adolph von Zech

...
- 1745–1749: Christian von Loß
- 1750–1752: Johann Sigismund von Pezold
- 1752–1763: Karl Georg Friedrich von Flemming
- 1763–1783: Johann Sigismund von Pezold

...

## Regno di Sassonia
... 
- 1812–1813: Karl von Watzdorf
- 1814–1839: Friedrich Albrecht von der Schulenburg
- 1839–1841: Carl Emil von Üchtritz
- 1842–1866: Rudolf von Könneritz
- 1866–1869: Rudolf Friedrich Le Maistre
- 1870–1876: Carl Gustav Adolf von Bose
- 1876–1897: Oskar von Helldorf
- 1898–1916: Rudolf Karl Caspar von Rex
- 1916–1918: Alfred von Nostitz-Wallwitz

## Libero stato di Sassonia
- 1918–1920: Dr. Benndorf

1920: Interruzione delle relazioni diplomatiche